# Kile
Kile — текстовый редактор для LaTeX. Kile основан на стандартном для KDE редакторе Kate и работает в UNIX‐подобных операционных системах, в частности под Linux и Mac OS X. Поддерживаются автодополнения кода и текста. Включена возможность вставлять команды METAPOST и многие команды LaTeX.
Начиная с версии 2.1 использует Qt 4 и KDE 4.